# M2M (группа)
M2M — норвежский поп-дуэт. Он состоял из Марион Элиз Рейвен и Марит Элизабет Ларсен, обе родились в Лёренскуге, Норвегия, которые встретились в начале 1990-х годов, когда им было 5 и 6 лет соответственно.
Дуэт распался в результате решения звукозаписывающей компании Warner Music (через дочернюю компанию Atlantic Records) из-за низких продаж альбомов (хотя некоторые песни были хитами в Латинской Америке, Норвегии, Азии и Австралии).

## История
Дуэт стал известен благодаря песне «Don’t Say You Love Me» (1999), включённой в саундтрек к Pokémon The First Movie: Mewtwo Strikes Back, который сразу же стал хитом. Его первый альбом Shades of Purple, выпущенный в 2000 году, получил большой отклик в его родной Норвегии, Азии и некоторых латиноамериканских странах, таких как Чили и Мексика, с такими песнями, как «Mirror, Mirror», «The Day You Went Away» или «Dont Say You Love Me».
В 2002 году вышел второй альбом The Big Room. Эволюция его музыки характеризовалась очень тонкой поп-музыкой, которая сильно отличалась от его предыдущей работы, в основном вокалом, особенно Марион Рэйвен, эта работа имела такие рекламные сокращения, как «все», «что ты делаешь обо мне» и «не», которые также быстро смогли позиционировать себя на первых местах популярности.